# Tony Donovan
Tony Donovan (* März 1979 in Los Banos, Kalifornien) ist ein US-amerikanischer Pornodarsteller.
Nach seiner Schulzeit in Kalifornien begann Donovan in der US-amerikanischen Pornoindustrie tätig zu werden. Er spielte seit Ende der 1990er in verschiedenen Pornofilmen mit homosexuellem Inhalt. Donovan gewann als Pornodarsteller in den Jahren 1998 bis 2002 mehrmals die GayVN Awards und Grabby Awards.

## Auszeichnungen (Auswahl)
- 1998 GayVN Awards Best Group Sex Scene für Ryker's Revenge  (mit Zachery Scott, Brett Ford und Chad Donovan)
- 1999 Grabby Award Best Supporting Actor für Dream Team
- 2000 Grabby Award Best Actor für Echoes
- 2000 Grabby Award Best Group Scene für Echoes
- 2001 GayVN Awards Best Actor für Echoes
- 2001 Grabby Awards Best Duo Sex Scene für Carnal Intentions
- 2001 Grabby Award Best Actor für Carnal Intentions
- 2002 GayVN Awards Best Actor für Carnal Intentions

## Filmografie (Auswahl)
- Carnal Intentions
- Dream Team
- Getting Straight
- The Journey Back
- Meet Jake
- More Than an Average Man
- Ryker's Revenge
- Something Very Big